# Autoroute A21 (Portugal)
Pour les articles homonymes, voir A21.
L'autoroute portugaise A21 relie Malveira et l'  à Ericeira en passant à proximité de Mafra.
Sa longueur est de 21 km.
Il est prévu de prolonger l'A21 jusqu'à Alverca do Ribatejo, sa longueur finale sera alors de 45 km.

## Péage
Cette autoroute est payante (concessionnaire : Mafratlântico). Un trajet Malveira-Ericeira pour un véhicule léger coute 2€10.

## État des tronçons
| Tronçon               | État                                              | km   |
| --------------------- | ------------------------------------------------- | ---- |
| Alverca do Ribatejo - | En projet                                         | 24   |
| - Malveira            | En service (08/2008) (Concession : Mafratlântico) | 3,5  |
| Malveira - Mafra      | En service (05/2005) (Concession : Mafratlântico) | 5,5  |
| Mafra - Ericeira      | En service (05/2008) (Concession : Mafratlântico) | 12,2 |

## Capacité
| Section | Capacité | Longueur |
| ------- | -------- | -------- |
|         |          | 21 km    |

## Itinéraire

Carte de l'A21

| Sorties                     | Villes                           |
| --------------------------- | -------------------------------- |
|                             | Torres Vedras Lisbonne           |
| 01                          | Venda do Pinheiro                |
| 02                          | Malveira                         |
| Aire de service de Malveira |                                  |
| 03                          | Mafra-Est São Miguel de Alcainça |
| 04                          | Mafra-Ouest                      |
| Péage de Ericeira           |                                  |
|                             | Ericeira                         |